# Fort van Douaumont

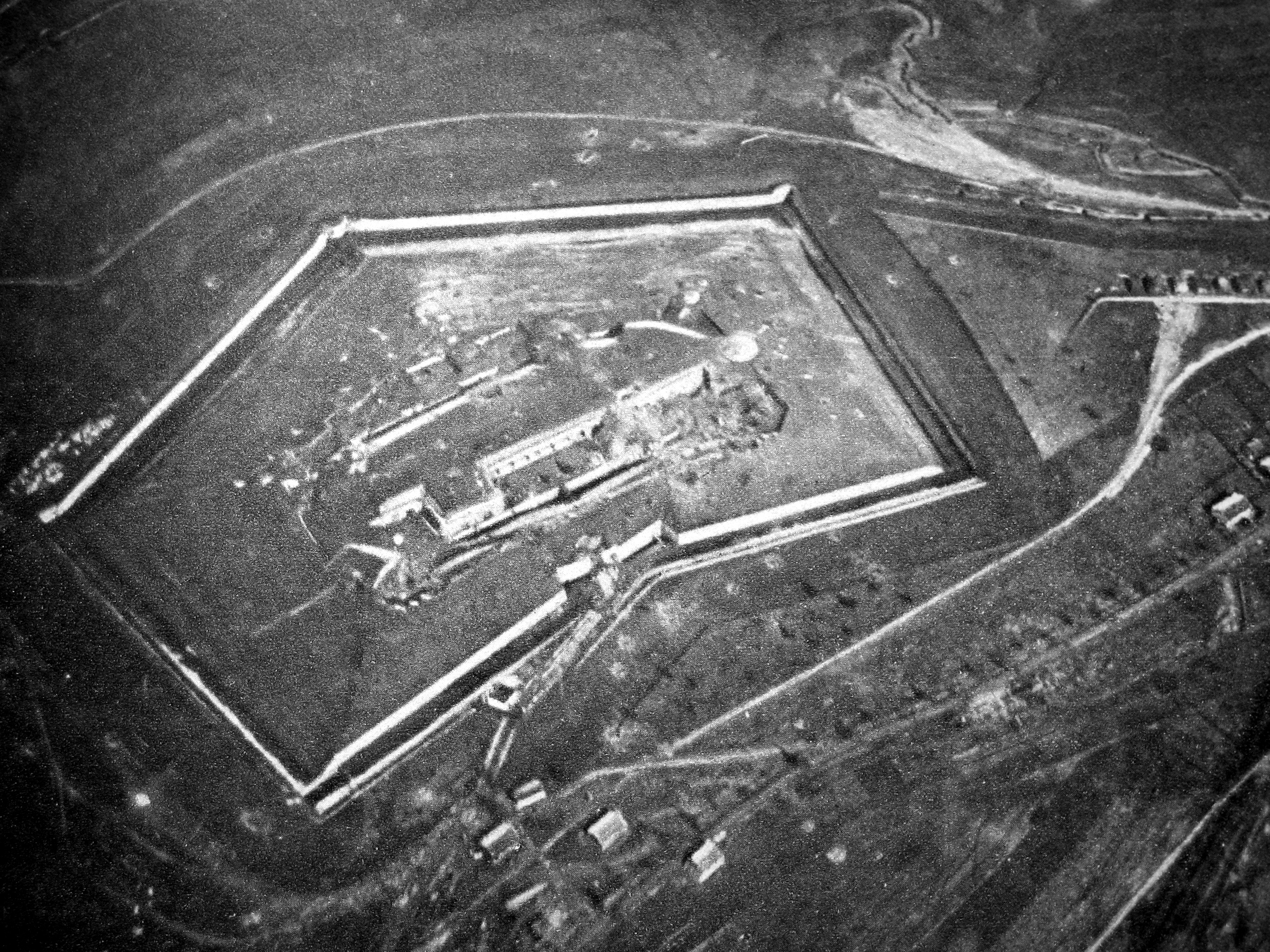
Begin 1916, voor de Slag om Verdun

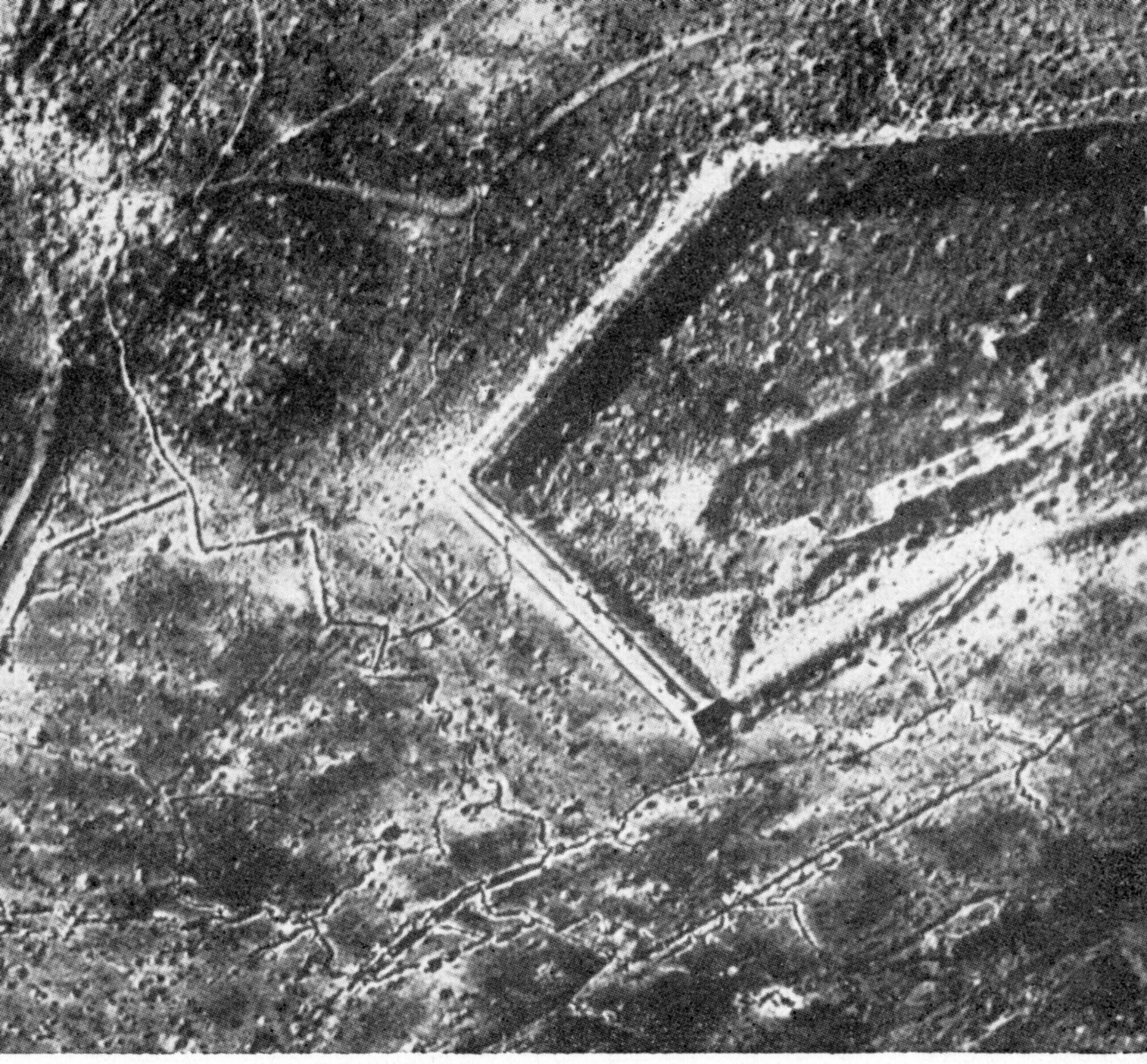
Eind 1916, na de Slag om Verdun

Het Fort van Douaumont is een groot fort dat tussen 1885 en 1913 gebouwd werd in de Franse gemeente Douaumont bij Verdun.

## Geschiedenis
Na de Frans-Duitse Oorlog van 1870-1871, die voor Frankrijk het verlies van de Elzas en een deel van Lotharingen meebracht, werd een plan voor de verdediging van de noordoostgrens opgesteld door de Franse militaire ingenieur Séré de Rivières. Het plan voorzag in de bouw van 38 forten in een ring met een omtrek van 40 kilometer rond de stad Verdun.
De bouw begon in 1885 en eindigde laat 1913. Het werd door zijn plaats een van de belangrijkste forten in de verdedigingslinie rond Verdun in 1914.
De oorspronkelijke bouw vergde circa twee jaar, maar tot de Eerste Wereldoorlog werden vrijwel continu aanpassingen doorgevoerd. De bebouwing was eerst in baksteen. Reeds vanaf 1886 werden het munitiedepot en de kazerne van een betonversterking voorzien. In de periode 1901-1903 werden de twee mitrailleurkoepels en observatieklokken gebouwd. In de periode 1901-1907 werden de 'Bourges' kazemat en de bijbehorende gangen gebouwd. Gedurende 1906-1908 werd de 155 mm koepel geplaatst en tussen 1911 en 1913 ook de 75 mm koepel. Voor de periode 1913-1914 werden moderniseringen voorzien in de vorm van een tweede 155 mm koepel en modernisering van de voorzieningen (elektriciteit en ventilatie). De tweede 155 mm koepel werd echter nooit geplaatst.
Aan het begin van de Eerste Wereldoorlog geloofde de Franse generale staf echter niet langer in vaste vestingwerken, omdat men dacht dat alleen de aanval de overwinning kon brengen. De vernietiging van de sterke Frans-Belgische forten in de Maasstreek in 1914 door de reusachtige Duitse mortieren en slimme desinformatie versterkten dit idee. De Duitsers hadden zelfs opnamen in scène gezet van een aanval op Fort Manonvillers. Met dynamiet werden zogenaamde inslagkraters gemaakt en delen van het fort vernield, waardoor het leek of de geschutsinslagen een groter effect hadden dan in realiteit. Onder indruk van deze informatie tekende de Franse generale staf op 15 augustus 1915 een decreet met de opdracht tot terugtrekking van de garnizoenen, wapens, munitie en voedsel uit de forten. Er werden springstoffen geplaatst om de forten eventueel op te blazen. Dat de Duitse desinformatie succesvol was is merkwaardig. De Belgische forten in de Maasstreek (zoals Fort Loncin dat door een voltreffer met een 42 cm granaat op het munitiedepot werd uitgeschakeld) hadden een veel lichtere en dunnere bepantsering (2,5 m in plaats van 6 m bij de Franse forten), namelijk niet-gewapend beton van een andere samenstelling dan de Franse forten.
Het gebetonneerde kruitmagazijn van Fort Souville bleef in goede conditie, ondanks de 40.000 granaten van alle kalibers die op het fort terecht kwamen. De naoorlogse conclusie was dat de forten beter dan de meest optimistische verwachtingen weerstand hadden kunnen bieden.
Op 25 februari 1916, bij de aanvang van de tien maanden durende Slag om Verdun, vielen de Duitsers aan in de richting van Fort Douaumont en brachten hun linies tot ongeveer 600 m van het fort. Verrast door de rust die bij het fort heerste, slaagden zij erin om af te dalen in de gracht en in de galerijen. De 57 militairen die het fort bezet hielden, werden gevangengenomen. Het verlies van het fort, een sterk belangrijk steunpunt en uitkijkpost, had grote morele en materiële gevolgen. De Duitsers begonnen onmiddellijk met het organiseren van de verdediging van Fort Douaumont. Op de avond van 25 februari waren er 19 officieren en 79 onderofficieren en soldaten van vijf verschillende eenheden om Douaumont te bezetten. Het fort werd de ruggengraat van de Duitse verdediging op de rechteroever van de Maas (de buurt van Fort de Vaux).
Op 8 mei 1916 werd het leven op het fort, bezet door de Duitsers, verstoord door een rampzalige gebeurtenis. De voorgaande dag waren de gevechten zeer hevig geweest. Het fort herbergde gewonden, een bataljon in rust en veel andere troepen. Om 6:00 uur was er een zware explosie in een opslagplaats van granaten, die op zijn beurt een opslagplaats van vlammenwerpers in brand stak. De verliezen waren zwaar; de Duitsers begonnen de doden te begraven, maar omdat er steeds meer slachtoffers werden gevonden, werd de opdracht gegeven ze te begraven in twee bunkers die ommuurd werden. Van de 800-900 soldaten die stierven, zijn 679 begraven in het fort achter het Duitse kruis.
Op 24 oktober 1916 werd het fort weer ingenomen door de Franse troepen, waaronder Senegalese en Somalische scherpschutters. Per decreet van 13 november 1916 werd aan hen het Legioen van Eer toegekend. Het 43e bataljon van de infanterie en de Senegalese 2de en 4de compagnie van de Somaliërs ontvingen ook het Croix de Guerre met Palm 1914 tot 1916. Deze eenheden waren onderdeel van de divisies onder leiding van generaal Charles Mangin.
Op 14 december 1916 trof een Duitse granaat van 420 mm een bunker, met de dood van 21 soldaten als gevolg. 14 hiervan werden buiten het fort begraven, de zeven anderen, wier namen zijn vermeld op een plaquette, blijven begraven achter de muur om de betreffende kazemat.
Generaal Philippe Pétain, de Franse opperbevelhebber bij de Slag om Verdun, wees op de ongehoorde paradox, dat Fort Douaumont 100.000 Fransen het leven  kostte, terwijl het zonder gevecht werd prijsgegeven en ook zonder gevecht weer ingenomen.

## Beschrijving
Het Fort van Douaumont is niet het sterkste of grootste fort in de regio van Verdun, hoewel het een lengte heeft van 400 meter en het enkele kilometers tunnels heeft op twee niveaus. Het blijft een van de meest uitgestrekte forten van de Place de Verdun met een oppervlakte van drie hectare.
De artillerie bestaat uit een koepel van 155 mm type Galopin, een koepel voor 75 mm en zogenaamde "Bourges" kazemat gewapend met twee kanonnen van 75 mm op affuit, een zwakkere bewapening dan de forten Vacherauville (twee koepels van 155 mm, een van 75 mm en twee zogenaamde "Bourges" kazematten) en Rozelier (met dezelfde bewapening als Douaumont, maar met meer kanonnen op de periferie).
De betonnen overkoepeling van Fort Douaumont was meer dan zes meter dik (stenen, zand, speciaal beton en aarde), maar is grotendeels verdwenen als gevolg van de verschillende bombardementen en het verwijderen van zand tijdens de Duitse bezetting gedurende de Eerste Wereldoorlog. Het fort bood verblijfplaats aan ongeveer 800 man, maar in 1916 waren er soms wel tot 3300 man in het fort.
Na de herinname van het fort door de Franse troepen werd een groot aantal werken ondernomen om het te versterken en de verdediging te verbeteren. Bijvoorbeeld werden in de centrale gang schermmuren gemetseld voor machinegeweren. In sommige 'niches' zijn trappen die toegankelijk zijn via de onderste verdiepingen.
Ondanks de bombardementen bleef het lawaai in het fort diffuus en dof, doordat de granaten buiten het fort ontploften en niet konden doordringen in de vitale functies van het fort.

## Leven in het fort
Het fort bevatte kelders in beton. Tijdens de bombardementen werden deze echter onbruikbaar door scheuren. De watervoorziening was bijzonder moeilijk, waardoor de bewoners op 250 ml water per dag werden gerantsoeneerd. Voor de verlichting werd in die tijd gebruikgemaakt van kaarsen en olielampen, die als gevolg van overbevolking en de onvermijdelijke degradatie weinig of niet werden gebruikt. Om dit te verhelpen brachten de Duitsers generatoren in het fort aan. Bij de herinname van het fort door de Franse troepen op 24 oktober 1916, installeerden de Fransen nog krachtiger generatoren, die hen in staat stelden om vrijwel het hele fort van elektriciteit te voorzien.
De ventilatie werd verzekerd door handventilatoren. Binnen het fort waren slechts vier toiletten, in een weerzinwekkend smerige toestand. De Duitsers herstelden dit probleem door de installatie van meer dan 20 toiletten buiten het eigenlijke fortgebouw, afgeschermd tegen bombardementen. Het fort had ook een ruimte, gebouwd door Duitse troepen, voor de ontsmetting van uniformen door middel van stoom.
Het fort diende voor het Duitse leger als doorgangs- en rustplaats voor infanterie die naar de gevechtslinies ging; het was de enige plaats waar troepen veilig konden rusten. De Fransen hielden het fort echter onder vuur, en om de verliezen bij het verlaten van het fort te beperken, ondernamen de Duitsers de bouw van een ondergrondse verbinding, genaamd Süd Tunnel, in de hoofdas van het fort. Eind oktober 1916 was slechts 60 meter hiervan gebouwd. Zij werd uitgebreid door de Fransen na de herinname van het fort tot 250 meter aan de zuidkant naar de gracht bij het keelfront.

## Bewapening

### De Galopinkoepel
Het fort bevatte een Galopinkoepel. Deze koepels werden geconstrueerd in de periode van 1907 tot 1909. Het was een kort snelvuurkanon van 155 mm, dat werd geplaatst in de koepel. De koepel was draaibaar over 360°. Het was een hefkoepel, die omhoog ging om te vuren en onmiddellijk daarna weer zakte. De werkingstijd van de koepel (omhoog, schieten en naar beneden) was 4,5 seconden. De koepel kon in 60 seconden 360° ronddraaien.
De koepel was geplaatst in een put van gewapend beton en bestond uit drie verdiepingen. De eerste was de onderste verdieping, waar vier artilleristen de lier voor het heffen van het tegengewicht van de motor bedienden, die diende om het hefsysteem met tegengewichten in werking te stellen. Er was opslag voor 3000 stuks munitie. Deze werden met een liftsysteem naar de tussenverdieping getransporteerd.
De middelste verdieping bevatte het richtsysteem van het kanon dat werd geregeld door een draaiwiel dat via een vliegwiel en een koppelingssysteem de rotatie van de koepel regelde. Er waren ook vier nissen waar 50 stuks munitie konden worden opgeslagen.
In de vuurkamer waar het kanon was geplaatst bevond zich een hefboom om de koepel op te heffen, wanneer het tegengewicht opgetrokken was en een tweede hefboom om de koepel weer te laten zakken.
Een granaat van 155 mm had een gewicht van 43 kg en een bereik van 7,2 km. Het vuren vanuit deze torens ging relatief snel. Er was geen ongemak op het moment van het schieten, want de kruitdampen werden direct naar buiten afgevoerd en een ventilatiesysteem zorgde voor een goede ventilatie van de koepel. Het geluid in de koepel was zeer acceptabel want het geluid werd voor 80% naar buiten geleid. De koepels van 155 mm van dit type werden zelfs minder luidruchtig voor de bedieners dan artilleriestukken met behulp van korte loop met dezelfde munitie.

### De 75 mm-koepel
Het fort bevat een van deze koepels. De koepels waren gebaseerd op het Canon 75 modèle 1897. Dit werd ingekort (Canon 75 raccourci modèle 1905) en geplaatst in een koepel met een doorsnede van 2,9 m. Deze koepels waren productieklaar in 1905. Er werden 57 stuks gebouwd. De koepel had twee van deze kanonnen. De loop had een lengte van 1,55 m. De reikwijdte was bijna 5 km. De toren kon tot 20 schoten per minuut afvuren. De koepel had een gewicht van 85 ton. Het bovenpantser was staal met 30 cm dikte. De zijwanden waren 15 cm dik. Het door gewapend beton afgedekte voorpantser van de koepel was 30 cm dik.
Net als de Galopinkoepel telde deze koepel drie verdiepingen. Het bovenvlak bestond uit 2,5 m dik beton. Er was opslag voor 2500 granaten.

### De mitrailleurkoepels
Het fort had twee mitrailleurkoepels met ieder twee mitrailleurs van het type Hotchkiss modèle 1900 met 8 mm kaliber. Het doel was om infanteriebestormingen het hoofd te bieden. De Belgische forten hadden hiervoor 5,7 cm snelvuurkanonnen. De Fransen kozen echter voor mitrailleurs vooral omdat die relatief goedkoop waren en vanwege de hoge betrouwbaarheid en goede prestaties van de mitrailleurs. De Hotchkiss werd voor het eerst beproefd in 1895 en in 1897 in beperkte hoeveelheden aangekocht door het Franse leger.
De koepel werd zo klein mogelijk gebouwd, om geen groot doelwit te vormen. De koepel had een diameter van 1,31 m, had een bovenpantser van 12 cm en stak 83 cm naar boven uit (in geschutspositie). De koepel was bestand tegen 15 cm granaten en woog 2,5 ton (3,2 ton inclusief de zuil). De bediening werd door vier man uitgevoerd: één in de koepel zelf (de schutter), twee voor de toevoer van munitie en een voor het heffen en neerlaten van de koepel.
De mitrailleurkoepels waren niet bemand toen het fort door de Duitsers werd ingenomen. Verder zijn geen gegevens bekend. Bij de herovering door de Franse troepen bleek de rechter koepel vernietigd en de linker beschadigd maar herstelbaar.

## Interbellum/Tweede Wereldoorlog
In de jaren tussen de twee Wereldoorlogen werden de mitrailleurkoepels vervangen. Fort Douaumont kwam in het begin van de Tweede Wereldoorlog beperkt in actie tegen de oprukkende Duitsers. Vóór de ontruiming van het fort in 1940 werd de 75 mm koepel door de Fransen onbruikbaar gemaakt door een granaat in de loop op te blazen.

## Heden
Het fort is eigendom van het Franse Ministerie van Defensie. Voor de periode 2010-2014 zijn – voor het hele gebied rond Verdun – uitgebreide verbeteringen voorzien in het kader van de 100-jarige herdenking van de Eerste Wereldoorlog. Het fort is goed bereikbaar. In januari is het gesloten voor publiek; in de overige maanden is het geopend vanaf 10.00 uur tot laat in de middag.